# Marlow Lock

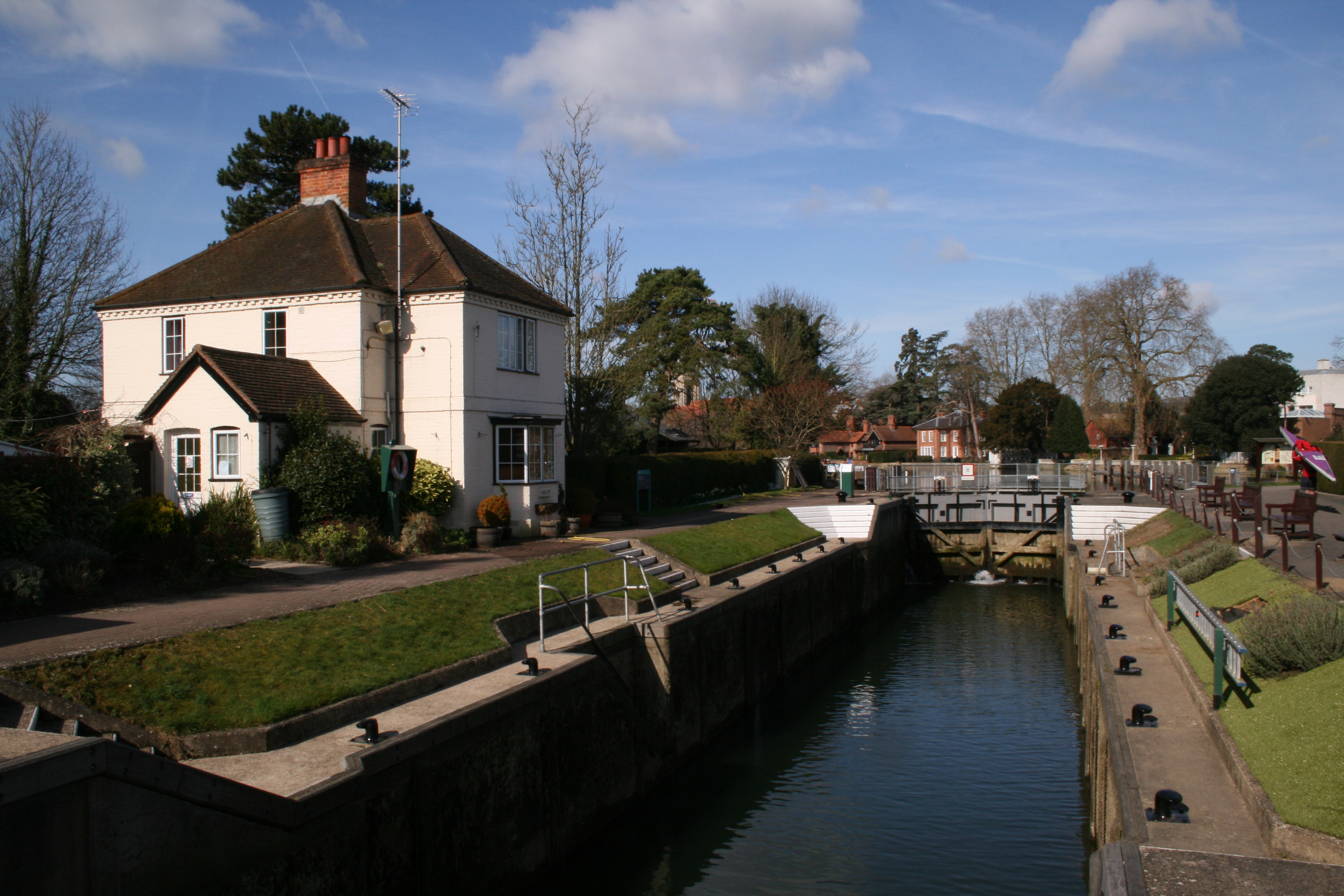
Das Marlow Lock

Das Marlow Lock ist eine Schleuse in der Themse in Marlow, Buckinghamshire, England. Die erste Schleuse wurde 1773 von der Thames Navigation Commission gebaut.

## Geschichte
Im Domesday Book wird über ein Wehr in Marlow berichtet. Es gibt Erwähnungen aus dem 14. Jahrhundert einer Stauschleuse und einer Winde um die Boote durch die Schleuse zu ziehen. Die Schleuse war sehr problematisch und es gibt Berichte aus dem 16. Jh. und 17. Jh. über Streit zwischen den Müllern und den Bootsleuten. Ein besonderes Problem war der geringe Tiefgang. Die erste Schleuse wurde 1773 aus Fichtenholz gefertigt und gehörte zu den ersten, die nach der Neuordnung der Schifffahrt auf der Themse von 1770 gebaut wurde. Die Schleuse lag flussaufwärts der heutigen Schleuse. Sie war noch immer problematisch. Es wurden Rollen benötigt, um die Boote in die Kammer zu lenken und es gab keinen Leinpfad, so dass die Boot sehr lange Schleppleinen benötigten. Die Schleuse musste 1780 umfangreich repariert werden und ein Jahr später wurden Aalreusen aus der alten Stauschleuse entfernt, um sie im Notfall nutzen zu können. Das erste Schleusenwärterhaus wurde 1815 errichtet. 1825 wurde die Schleuse an ihrer heutigen Stelle aus Heading Stone Kalkstein aus dem Steinbrüchen von Headington gebaut. Das Wehr wurde 1872 erneuert. 1927 wurde die Schleuse das letzte Mal renoviert.
Der Dichter Percy Bysshe Shelley lebte in Marlow und verbrachte viel Zeit in seinem Boot auf dem Fluss oberhalb der Schleuse.

## Der Fluss oberhalb der Schleuse
Das Wehr ist streckt sich weit den Fluss hinauf hinter der Schleuse. Dann wird die Marlow Bridge erreicht. Die Temple Mill Island liegt nur knapp unterhalb des Temple Lock.
Der Themsepfad führt aus Marlow heraus und verläuft bis zum Temple Lock auf der Buckinghamshire Seite des Flusses.